# Edificio Peugeot

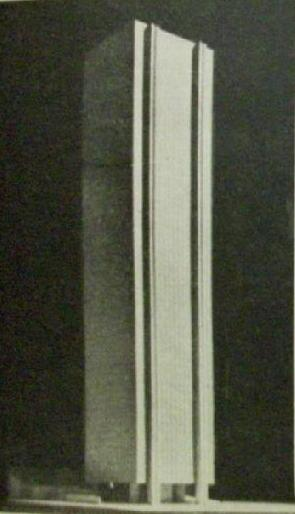
Maqueta del proyecto ganador, arquitectos Aflalo-Croce-Gasperini, de Brasil.

El Edificio Peugeot fue un rascacielos de oficinas proyectado en Buenos Aires (Argentina) en 1962, que habría alcanzado los 207 metros de altura. La propuesta ganadora se seleccionó mediante un destacado concurso internacional, al que se presentaron 226 anteproyectos de arquitectos provenientes de 55 países. Aunque se eligió el diseño del estudio brasileño Aflalo/Gasperini, la inversión finalmente no se concretó y el edificio nunca fue construido. De haberse realizado, habría sido el más alto de Argentina y uno de los más altos de América Latina en ese momento.

## Bases del concurso
A partir de 1958, con la llegada al gobierno de Arturo Frondizi, se impulsaron iniciativas vinculadas al desarrollo urbano y a la inversión en infraestructura. Así, en 1961, inversores argentinos y extranjeros agrupados en torno a la empresa Foreign Building & Investment Company decidieron proponer la construcción de un rascacielos de 60 pisos y 207 metros de altura. Se proyectaba que superara a la Torre Latinoamericana de Ciudad de México, convirtiéndose en el edificio más alto de América Latina. El costo estimado de la obra era de 20 millones de dólares estadounidenses, de los cuales 1.031.030 se destinarían a la compra del terreno, ubicado en la esquina sudeste de la Avenida del Libertador y la calle Esmeralda, frente a las vías de la Estación Retiro Mitre. El lote estaba ocupado en ese momento por una terminal de tranvías y depósitos.
El edificio proyectado debía incluir un área con 20 departamentos destinados al alojamiento de huéspedes de las empresas que ocuparan oficinas en el inmueble. También se contemplaba una galería comercial con 40 locales de unos 20 m² cada uno; 10 locales bancarios de unos 60 m²; un local general para el tesoro y otros para servicios personales como peluquerías. Además, se planificaban dos auditorios (uno con capacidad para 500 personas y otro para 250), una gran sala de recepciones de unos 400 m² con capacidad variable, y tres restaurantes. El objetivo era maximizar la superficie cubierta destinada a oficinas en alquiler.

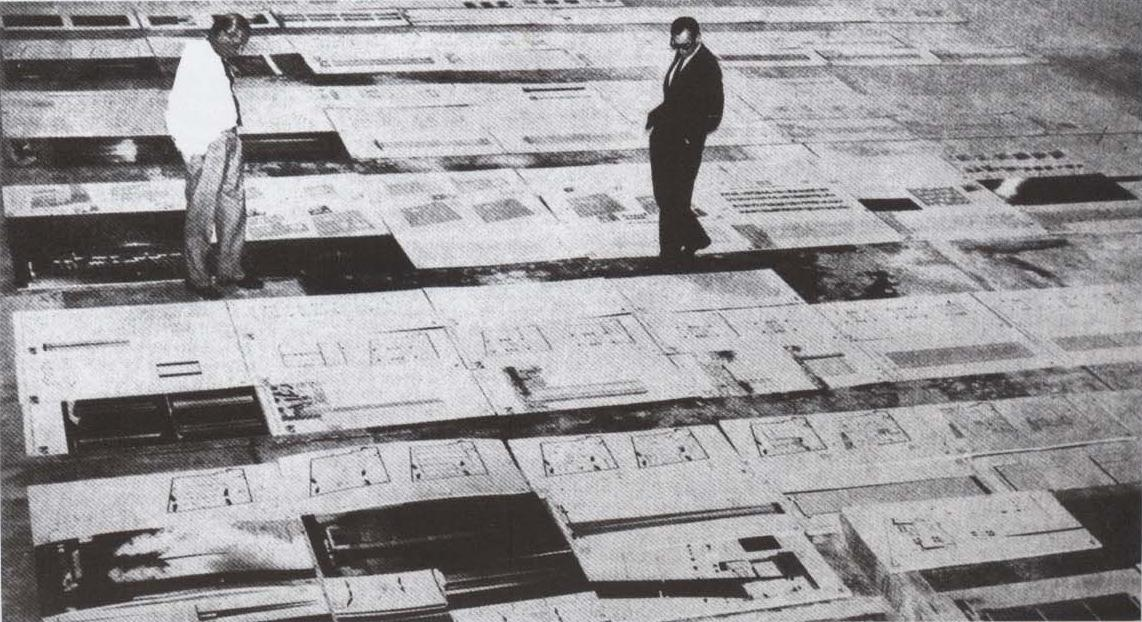
El jurado recorre los planos presentados al concurso.

El jurado encargado de seleccionar el anteproyecto ganador estuvo compuesto por: Marcel Breuer y Affonso Eduardo Reidy (Unión Internacional de Arquitectos); Francisco Rossi (Federación Argentina de Sociedades de Arquitectos); Francisco García Vázquez (Sociedad Central de Arquitectos) y Eugène Beaudouin, Martín Noel y Alberto Prebisch (Foreign Building & Investment Company). 
Se inscribieron 866 equipos para el concurso, de los cuales 204 eran de Estados Unidos, 120 de Argentina y 89 de Brasil. En total, se recibieron 226 anteproyectos de 55 países. La evaluación duró varios días, y los proyectos fueron exhibidos en uno de los pabellones construidos para la Exposición del Sesquicentenario de la Revolución de Mayo en 1960.
Revistas especializadas como Summa y Nuestra Arquitectura publicaron extensos artículos sobre el concurso y sus resultados. Se generó un debate en torno a la viabilidad y el impacto de construir un rascacielos de 200 metros en el centro de Buenos Aires. Sin embargo, el proyecto no se concretó. Cuarenta años después, el terreno previsto fue utilizado para la construcción de torres residenciales de aproximadamente la mitad de la altura proyectada para el Edificio Peugeot.

## Propuestas y ganadores
El concurso sigue siendo objeto de interés debido a la diversidad de propuestas y estilos, que reflejaban las distintas visiones de arquitectos de países como España, Italia, Estados Unidos y Argentina. Según el arquitecto Martín Lisnosky: «Si bien algunas osadías reproducen casi textualmente los ejercicios de la Bauhaus del curso introductorio de Josef Albers en 1928» (como la propuesta de Francisco Bullrich), «otras avanzan por caminos similares a los de importantes estudios contemporáneos, con torsiones, deformaciones de planos, grillas en pares articuladas, geometrías angulares, grandes cortes en planos diagonales, y una disposición libre de llenos y vacíos desordenados planta por planta.»
Diversos autores, como Pancho Liernur, coinciden en que el proyecto ganador fue una propuesta convencional, adecuada a los cánones del estilo internacional, «resuelta con corrección, pero sin aportar novedades a la estética miesiana de lectura racional y funcional, ya presente en otras torres de Buenos Aires».